# Nami Otake
Nami Otake (født 30. juli 1974) er en tidligere japansk fodboldspiller. Hun har tidligere spillet for Japans kvindefodboldlandshold.

## Japans fodboldlandshold
| Japans landshold | Japans landshold | Japans landshold |
| År               | Kmp              | Mål              |
| ---------------- | ---------------- | ---------------- |
| 1994             | 6                | 3                |
| 1995             | 8                | 4                |
| 1996             | 7                | 0                |
| 1997             | 6                | 6                |
| 1998             | 9                | 5                |
| 1999             | 10               | 11               |
| Total            | 46               | 29               |